# 디그너티 헬스 이벤트 센터
디그너티 헬스 이벤트 센터(영어: Dignity Health Event Center)는 미국 캘리포니아주 베이커즈필드에 위치한 실내 경기장이다.  D-리그 베이커즈필드 잼의 홈경기장으로 사용되고 있다. 